# Charrería

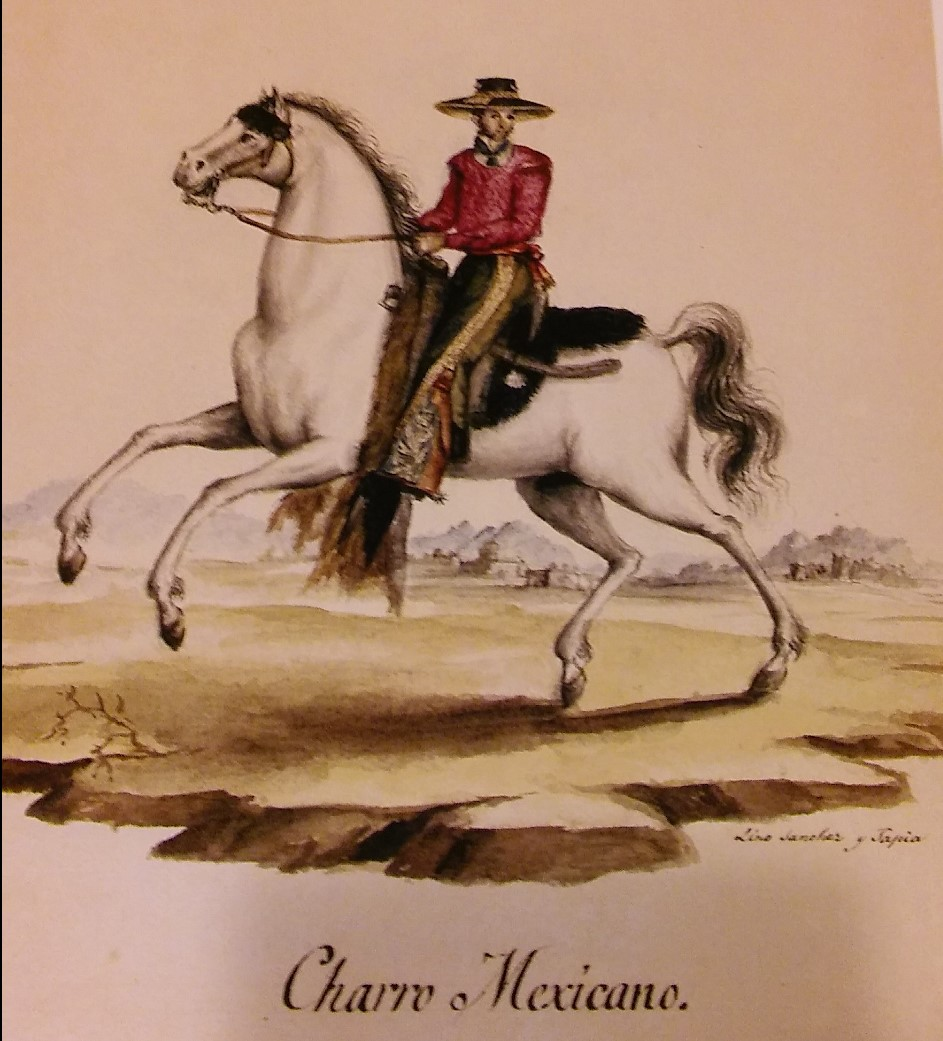
Charro messicano (1828)

La Charrería (AFI: [tʃareˈɾia]), conosciuta anche come Jaripeo è uno sport e una disciplina derivanti dalle attività equestri e dalle tradizioni legate all'allevamento del bestiame utilizzate nelle haciendas dell'antico Messico.
Essa fu una evoluzione delle tradizioni di pastorizia create nel XVI secolo, infatti il primo tipo di eventi di charreria furono competizioni sviluppatasi nei ranch tra varie haciendas che si sfidavano tra loro. I primi spettacoli legati alla charreria iniziarono prima del XX secolo, ma fu solo con la Rivoluzione messicana che la sua piena diffusione avvenne a Hidalgo e Jalisco quando con la Riforma agraria, i charros iniziarono a radunarsi in città come Città del Messico e altri centri, consolidando grandi associazioni per mantenere tradizione e popolarità; Le più importanti sono l'Asociación de Charros de Jalisco AC, l'Asociación de Charros de Morelia AC e l'Asociación de Charros Regionales de La Villa A.C. La Charreria è lo sport nazionale del Messico per eccellenza e nel 2016 è stata iscritta nella Lista rappresentativa dei patrimoni orali e immateriali dell'umanità dall'UNESCO.

## Storia
Nel XVI secolo, quando gli spagnoli si stabilirono per la prima volta in Messico, portarono con sé 16 cavalli. Avevano l'ordine di allevare cavalli e di proibire a qualsiasi cittadino non spagnolo di cavalcarli. Tuttavia, presto gli spagnoli ebbero grandi tenute di allevamento di bestiame e ritennero necessario allentare le restrizioni. Le haciendas nello Stato di Hidalgo furono alcuni dei primi luoghi in cui le restrizioni furono revocate e un numero maggiore di persone fu esposto all'equitazione.
Gli allevatori messicani della fine del XIX e XX secolo, che si dedicavano all'allevamento e alla pastorizia del bestiame come parte del loro lavoro, svilupparono tecniche giocose di manipolazione del bestiame che sarebbero poi diventate uno sport.
Gli allevatori di bestiame erano incaricati di svolgere diversi lavori nel ranch, come la caccia al bestiame in fuga, la selezione del bestiame per la marchiatura e l'immobilizzazione di tori e cavalli. Questi lavori erano le prime versioni degli eventi charro.
Prima della Rivoluzione messicana, le competizioni di lavoro nei ranch si svolgevano generalmente tra haciendas, ma dopo lo scioglimento di esse causato dalla Rivoluzione, le tradizioni charro iniziarono lentamente a perdersi, così i charros di tutto il paese si organizzarono per incontrarsi nel 1921 e fondarono l'Asociación Nacional de Charros per mantenere viva la tradizione della charrería.
Nel 1920 (l'anno in cui finì la Rivoluzione messicana), Silvano Barba, Inés Ramírez e Andrés Zemeño, crearono a Guadalajara il primo gruppo di charrería messicano, chiamato Charros de Jalisco.
L'avvento del cinema messicano portò una maggiore popolarità, soprattutto ai musical che combinavano le rancheras con l'immagine del charro, simile al genere western e del "cowboy cantante" (un sottotipo dell'archetipo dell'eroe cowboy dei primi film western che fa riferimento alle ballate attorno al fuoco nella frontiera americana) negli Stati Uniti.
Anche i messicani americani negli Stati Uniti hanno tenuto varie charreadas nello stesso periodo, ma a partire dagli anni '70, la Federación Mexicana de Charrería (FMCH) ha iniziato ad assisterli nell'istituzione di charreadas ufficiali a nord del confine. A volte, le squadre degli Stati Uniti gareggiano nella competizione nazionale del Messico.

## Lienzo charro

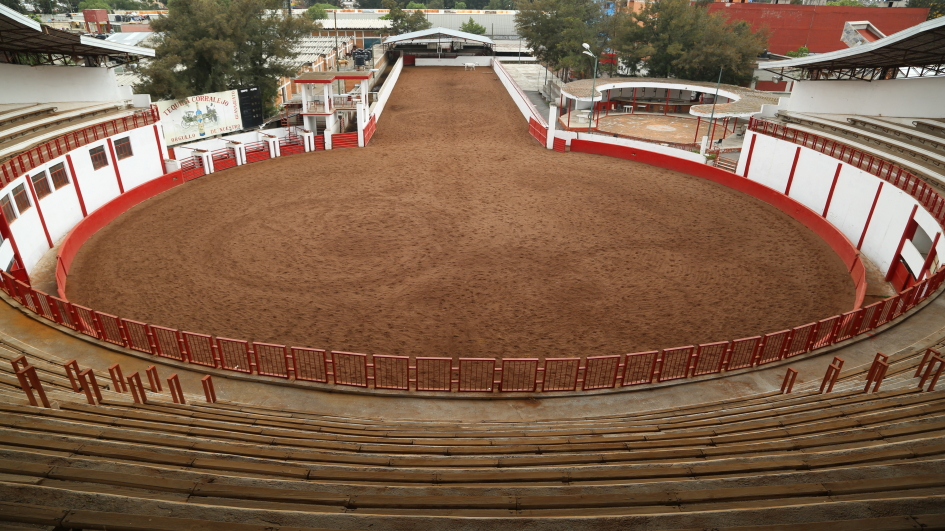
Lienzo Charro a Città del Messico

Un lienzo charro è una struttura appositamente progettata per la pratica dell'equitazione. Questa è l'arena in cui i charros tengono gli eventi di charreadas e jaripeos. Un lienzo ha due aree: un'area delimitata composta da una corsia larga 12 metri (13 iarde) e lunga 60 metri (66 iarde) che conduce a un'altra area circolare di 40 metri (44 iarde) di diametro.

## Cavallo Charro
Si dice che il cavallo ideale per la charrería sia l'American Quarter Horse. Un'altra razza ideale per questa attività è il cavallo Azteca. La razza American Quarter Horse risale al XVII secolo e la creazione del cavallo Azteca avvenne nel 1972 nella scuola superiore messicana di cavalieri a Rancho San Antonio, Texcoco. Il cavallo Azteca fu allevato appositamente per i charros. Entrambe queste razze di cavalli sono adatte alle manovre intricate e rapide richieste nel reining, nel cutting, nel working cow horse (un tipo di competizione di equitazione Western in cui cavallo e cavaliere vengono testati per la capacità di lavorare con il bestiame), nel barrel racing, nel calf roping (un evento dove si prevede che il cavaliere catturi un vitello lanciandogli un lazo attorno al collo, scenda dal cavallo, corra verso il vitello e lo trattenga legandogli tre zampe insieme, nel più breve tempo possibile) e in altri eventi di equitazione western, in particolare quelli che coinvolgono bestiame vivo.

## Abbigliamento e finimenti per cavalli

### Uomini

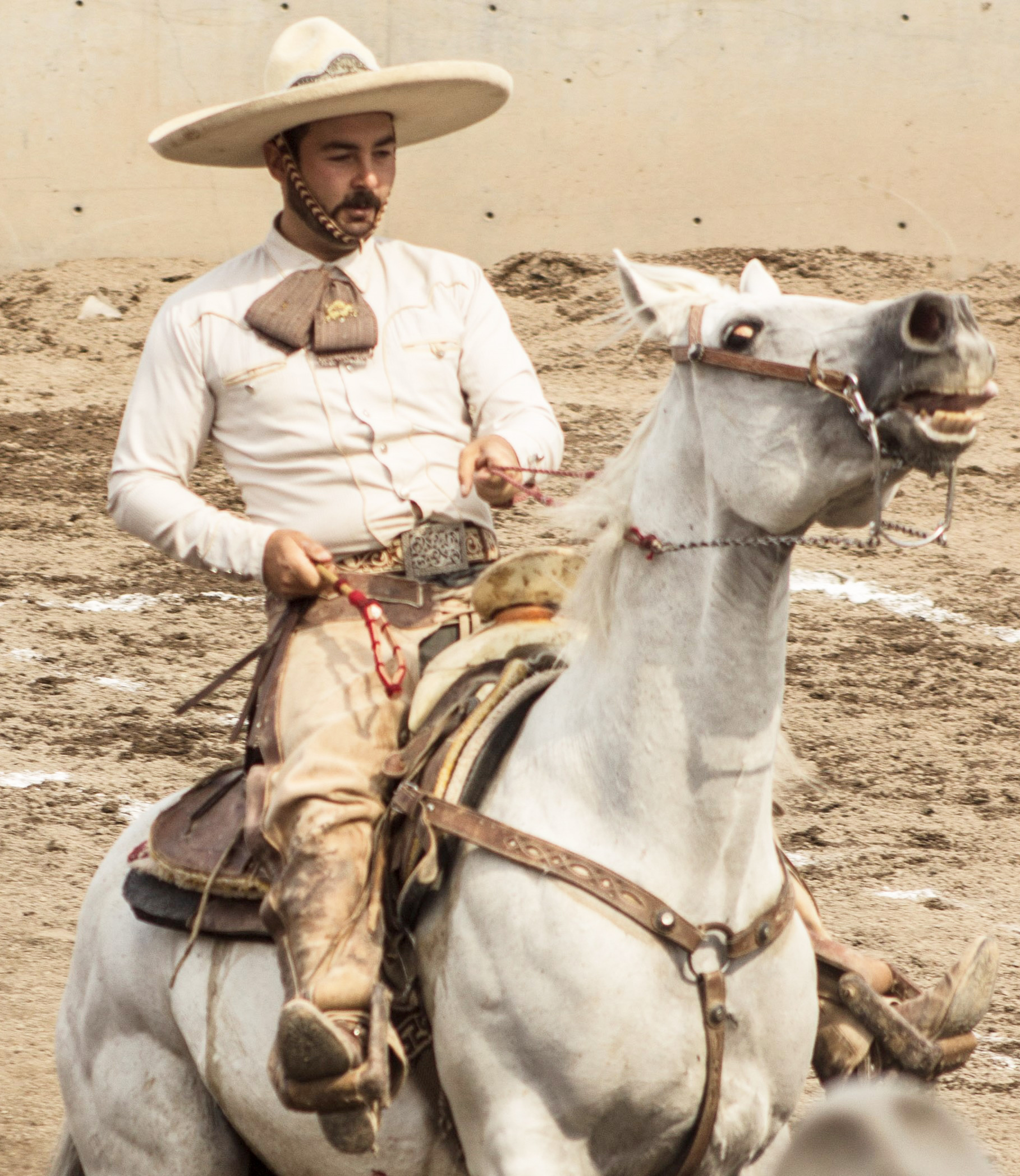
Charro in tenuta da lavoro per la competizione.

Ci sono cinque tipi di abbigliamento che il charro può possedere. Sono il working, il mezzo gala, il gala, il gran gala e l'etichetta. L'abbigliamento più comunemente usato è l'uniforme working (da lavoro). Questo è il vestito che viene indossato nelle competizioni. L'uniforme del gran gala è la più stratificata. Sarà completa di un sombrero charro in feltro con ricami in argento e oro, e la giacca e i pantaloni sono di cashmere pregiato con bottoni in argento. L'uniforme da lavoro è la più semplice. Include una semplice camicia abbottonata, un fiocco, pantaloni, stivali e un sombrero charro in foglia di palma.

### Donne

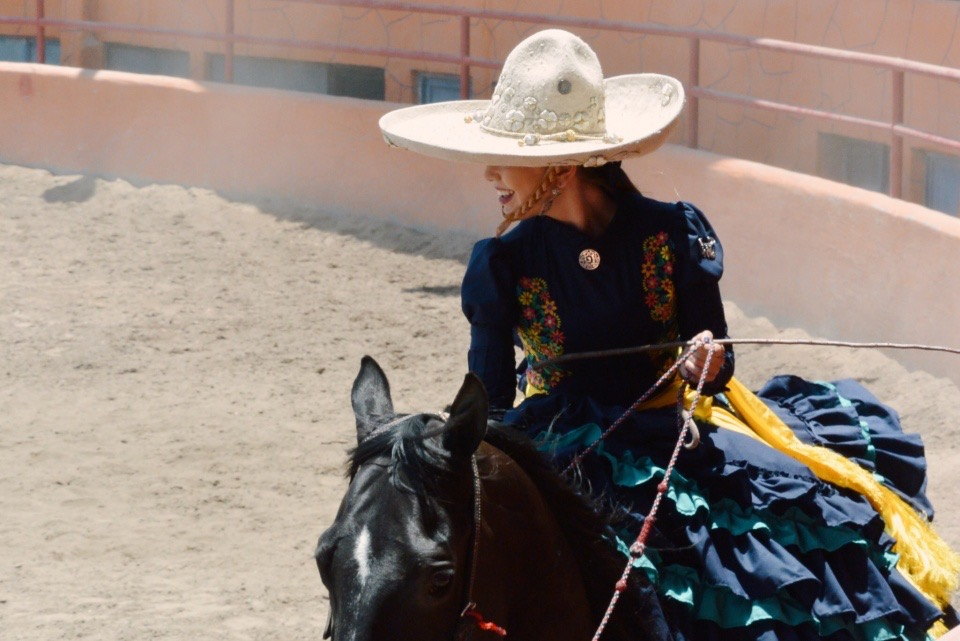
Escaramuza in uniforme Adelita per la competizione

A differenza dell'abbigliamento da charro maschile, le donne in charreria hanno solo 3 abiti, con l'abito china poblana utilizzato per tutti i tipi di eventi. Tale abito è composto da una camicetta scollata con maniche corte, ricamata con seta, perline o paillettes colorate, e una gonna di stoffa o flanella con almeno una balza, ricamata con perline o paillettes, con strati di pizzo visibili nella parte inferiore della gonna. L'uso di una sottoveste è indispensabile. Le scarpe di seta con fibbie sono utilizzate per abbinarsi al ricamo della gonna. Lo scialle è utilizzato per abbinare il colore della gonna. Un cappello charro fine in feltro con chapetas in pelle scamosciata, oro e/o argento fa da copricapo durante l'evento. La fascia è utilizzata in vita, legata con un fiocco sul retro. Inoltre, le donne devono avere i capelli raccolti in uno chignon basso, solitamente adornato con un fiocco di stoffa o pizzo, o due trecce decorate con nastri.
Sebbene l'abito china poblana sia utilizzato per la maggior parte delle esibizioni, ci sono tre diversi abiti che le escaramuza charras usano, ossia l'adelita, la charra de faena (abito "da lavoro") e la china poblana.

### Cavalli
L'equipaggiamento per il cavallo deve rispettare delle specifiche, proprio come deve farlo l'abbigliamento del charro. Tutto l'equipaggiamento sulla sella deve essere fatto di materiali naturali, non artificiali come la plastica. Ci sono principalmente due tipi di selle che il charro possiede: la sella da lavoro e la sella formale.
La sella del charro ha un corno più largo di quello di una sella western, il che aiuta a proteggere il charro dall'essere scaraventato via o dal rimanere appeso all'animale mentre esso fa movimenti pericolosi che potrebbero far del male al charro stesso. Ci sono due impugnature nella parte posteriore della sella, nel caso in cui il charro debba aggrapparsi a causa di un atto inaspettato del cavallo.
Tutti i charros devono rispettare le normative per la pratica del loro sport e per l'abbigliamento. Hanno persino un protocollo rigoroso per dare inizio alle celebrazioni e alle riunioni di squadra.

## Sportivi

### Charro

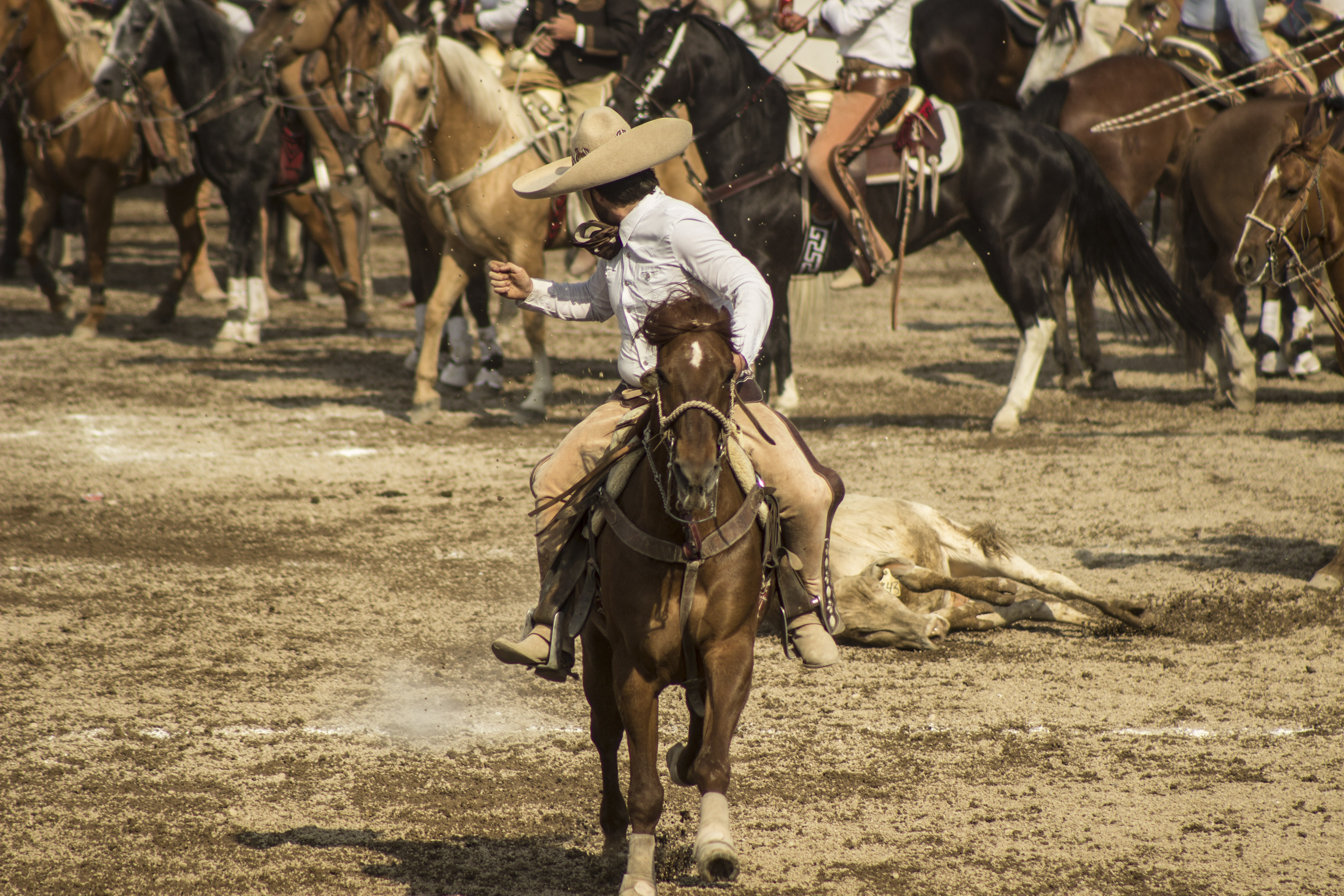
Charro a cavallo

Il charro è il cavaliere maschio che pratica la charrería, ed è spesso anche l'icona nazionale del Messico. Il charro moderno si è evoluto da una lunga stirpe di cavalieri messicani. Risalendo alla conquista spagnola, i vaqueros messicani hanno aperto la strada ai chinacos, un esercito informale liberale che ha combattuto nella guerra d'indipendenza messicana, che in seguito ha dato vita ai charros attorno alla Rivoluzione messicana.
La parola charro fu usata originariamente nel XVIII secolo, come termine dispregiativo per la gente di campagna, che significava rozzo, rustico, grossolano, poco sofisticato, pacchiano e di cattivo gusto; sinonimo dei termini inglesi yokel, bumpkin o redneck. La parola alla fine si è evoluta separatamente sia in Spagna che in Messico, per significare cose diverse. In Spagna divenne un demonimo o termine per identificare i nativi di Salamanca, in un luogo noto come campo charro. In Messico, il termine divenne il nome della gente di campagna, in particolare le persone a cavallo, note anche come Rancheros, che svolgevano tutti i loro compiti nelle haciendas messicane, a cavallo. Nel resto del mondo di lingua spagnola, la parola mantenne la sua connotazione dispregiativa originale.
Sebbene nei tempi moderni, le uniche persone che sono tecnicamente un charro sono gli uomini che praticano la charreria, l'aspetto di questa figura si è esteso alla musica e al cinema. Le band mariachi sfoggiano molto spesso un abito charro del Gran Gala, poiché la musica mariachi è diventata sinonimo di charreada, ma questi musicisti non si classificano come charros tecnici e gli abiti che indossano hanno una funzione estetica piuttosto che pratica.

### Escaramuza charra

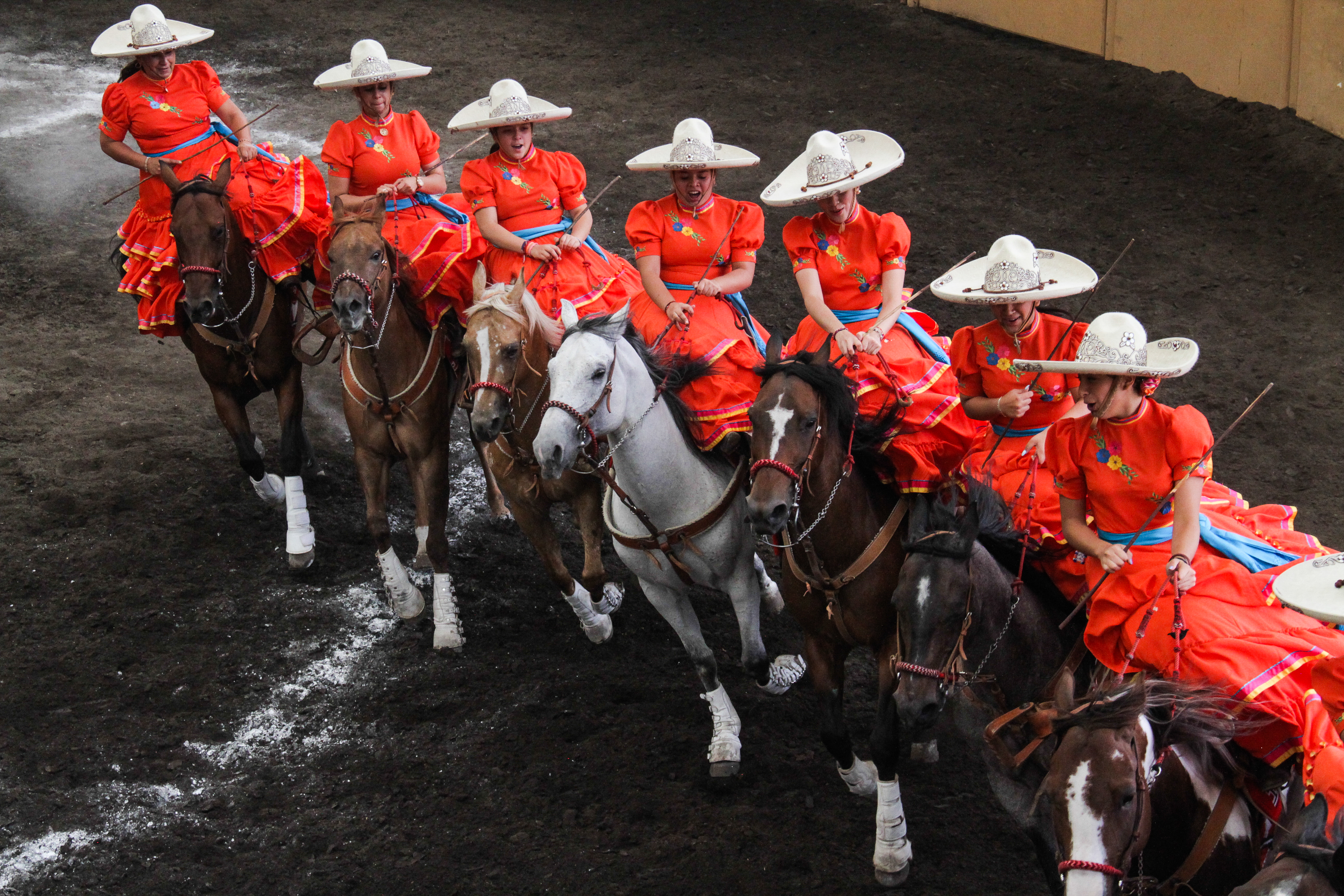
Charras femminili o "escaramuzas" in un torneo di charrería. Città del Messico, 2017.

Le donne che praticano questo sport sono chiamate charras, poiché il termine escaramuza viene utilizzato per indicare l'insieme delle donne che compongono la squadra sportiva, e non è il termine corretto per riferirsi a una charra al singolare.
Si dice che la parte femminile della charreria, la escaramuza charra, sia originaria degli Altos de Jalisco, una regione geografica e culturale nella parte orientale dello stato messicano di Jalisco, famosa come roccaforte della cultura messicana, culla di tradizioni che vanno dalla produzione di tequila all'equitazione Charrería. In particolare, di Tepatitlán de Morelos. Il loro abbigliamento è in stile "adelita", con abiti china poblana originari dello stato di Puebla. Esse eseguono numeri di intrattenimento con il cavallo, accompagnati da un tocco artistico, con esempi come la coladera, il combinado, la escalera e la flor.
Sebbene all'interno dell'Associazione Nazionale dei Charros, si dice che l'escaramuza charra sia stata creata dal signor Everardo Camacho e dall'istruttore Luis Ortega nel 1953, che era composta da bambine e bambini di età compresa tra i cinque e i nove anni. Questa prima escaramuza era composta dai fratelli Guadalupe, Antonio e José Camacho, così come da Luis, Arturo e María Eugenia Ruiz Loredo. Poiché era qualcosa di innovativo a quel tempo, ebbe molto successo, dal momento che in quella presentazione i bambini dimostrarono la loro abilità nel cavalcare nello stile charro e nell'educazione dei loro cavalli.
Una escaramuza charra è composta da otto membri e la sua presentazione consiste in 12 esercizi ad alta velocità che consistono nel fare incroci e giri, il che dimostra l'abilità che le donne hanno nel cavalcare e la buona redine dei loro cavalli. Gli abiti possono variare: possono essere di uno, due o quattro colori.
L'addestramento dell'escaramuza charra è molto intenso, poiché deve saper controllare i suoi cavalli con grande abilità, dal momento che le sue evoluzioni richiedono una perfetta coordinazione tra tutti i membri della stessa squadra.

## Eventi

### Cala de Caballo

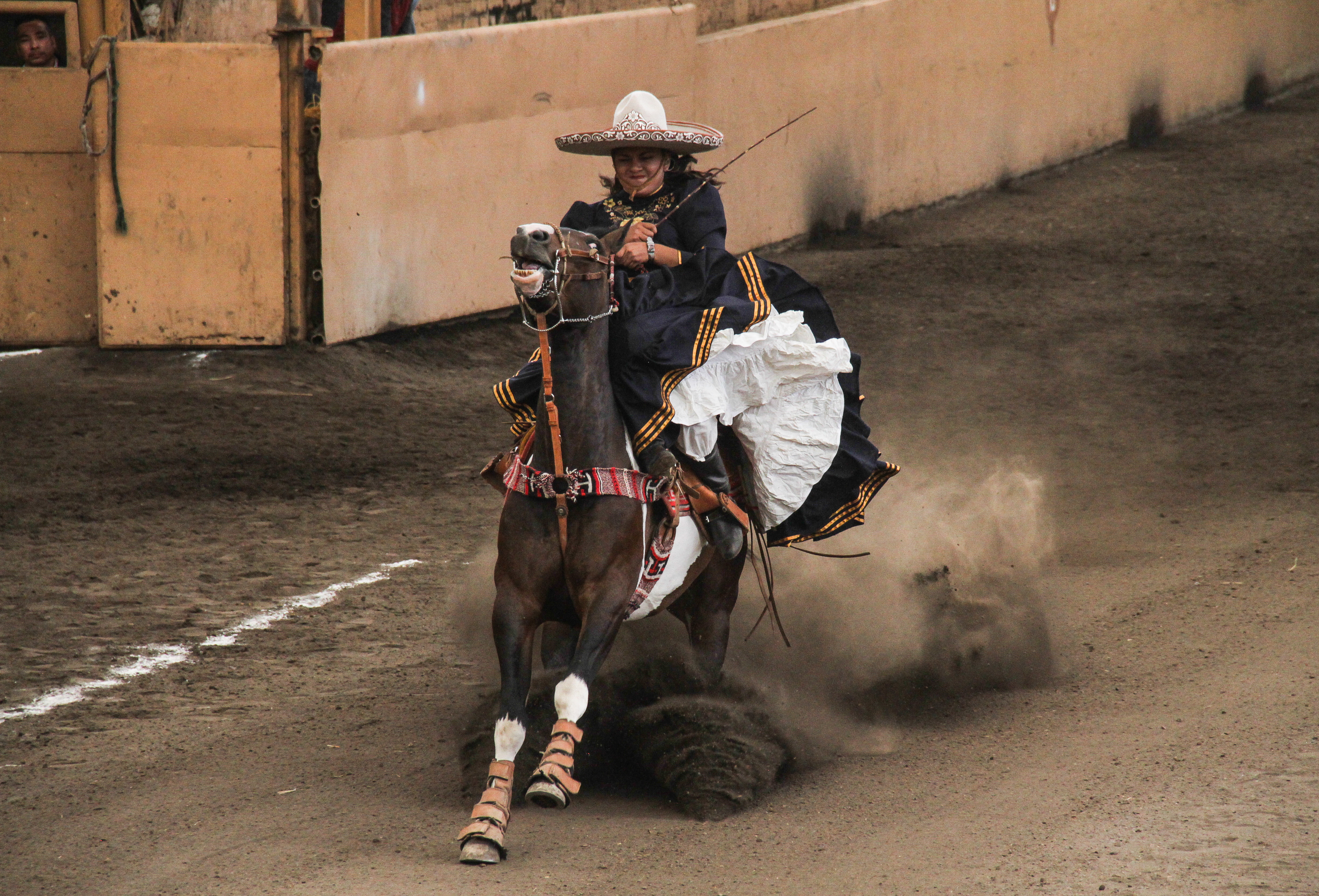
Una escaramuza esegue la Cala de Caballo.

Questo evento è la dimostrazione della buona redine e dell'educazione del cavallo charro. Include: buona governance dell'animale da parte del cavaliere, capacità di tenersi nelle staffe durante l'esibizione, mansuetudine, andatura, galoppo, corsa e posture di testa e coda. Consiste nel cavallo che corre a tutta velocità e frena in un unico momento (ciò è chiamato "punta"). Poi il cavallo deve ruotare sul proprio asse sostenuto da una singola gamba verso entrambi i lati. Poi il charro deve fare lo stesso, ma nel mezzo. Alla fine di queste azioni, il charro deve tornare indietro fino alla linea dei cinquanta metri. Questo evento si svolge all'interno della sezione rettangolare di 20 x 6 metri del lienzo.
Questo evento è considerato uno dei più importanti all'interno dello sport nazionale per eccellenza, poiché dimostra la connessione (comunicazione) che esiste tra il charro (cavaliere) e il cavallo. È considerato uno degli eventi più difficili da padroneggiare e ha anche il punteggio più elaborato. È possibile ottenere più punti negativi che positivi. È stato ufficialmente considerato come sport nazionale nel XX secolo. Allo stesso modo, viene mostrato se il cavallo è a suo agio o meno con un qualche tipo di imbracatura utilizzata per la sua gestione.

### Piales

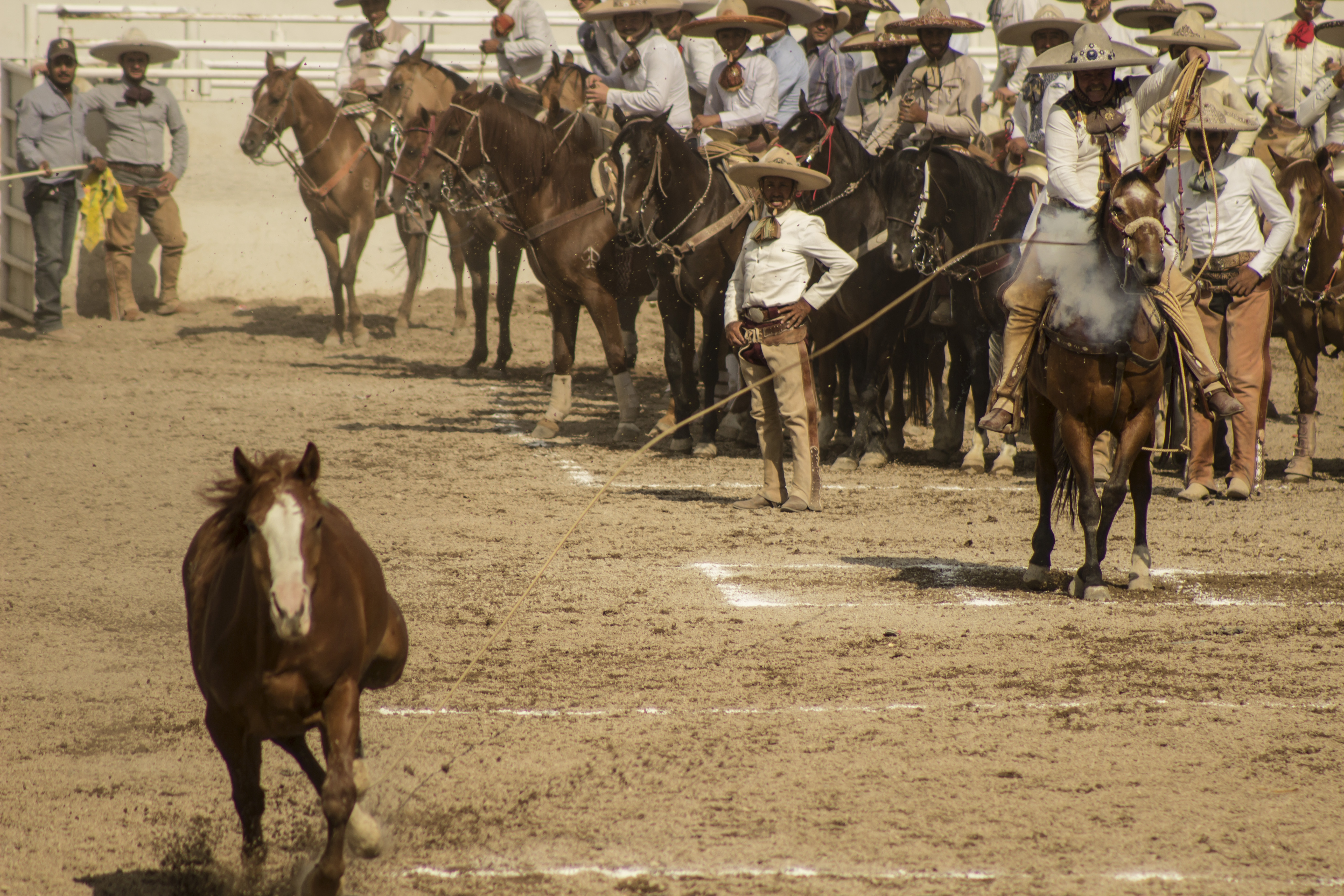
Charro esegue il Piales

Questo evento consiste nel legare le zampe posteriori di una cavalla (femmina) e con ciò fermare completamente il galoppo di essa. Il charro, mentre è a cavallo, deve lanciare un lazo, far passare la cavalla attraverso l'anello, afferrandola per le zampe posteriori, quindi avvolgere la corda sulla testa della sella, riducendo gradualmente la velocità della cavalla fino a quando non si ferma completamente. Durante l'esecuzione di ciò, il charro deve fare attenzione a fare correttamente l'anello della corda e a non fare nodi per evitare gravi lesioni alle mani. Vengono date tre opportunità. I punti vengono assegnati per la distanza necessaria per fermare la cavalla. Ciò viene fatto nella parte rettangolare dell'arena.
Esistono diversi tipi di piales; alcuni di questi sono il pial de piquete, il pial floreado e il pial de chaqueta.

### Colas en el Lienzo

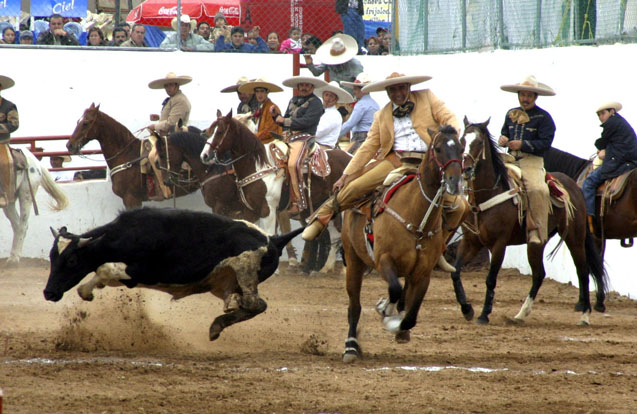
Charro esegue il Coleadero o Colas en el Lienzo.

Questo evento (noto anche come coleadero), consiste nel cercare di far cadere un piccolo toro mentre corre. Questo compito è simile alla lotta con i tori (steer wrestling, noto anche come bulldogging, un evento di rodeo in cui un cavaliere a cavallo insegue un toro, cade dal cavallo sul toro, quindi lo fa cadere a terra afferrandogli le corna e facendogli perdere l'equilibrio in modo che cada a terra), tranne per il fatto che il cavaliere non scende. Un charro montato sul suo cavallo aspetterà al cancello del recinto l'uscita di un toro, che dopo aver salutato e pavoneggiato, cavalcherà accanto al toro, lo terrà per la coda e la avvolgerà attorno alla sua gamba, cercando infine di far cadere il toro a terra, eseguendo tutte queste azioni in una distanza massima di 60 metri.

### Jineteo de toro

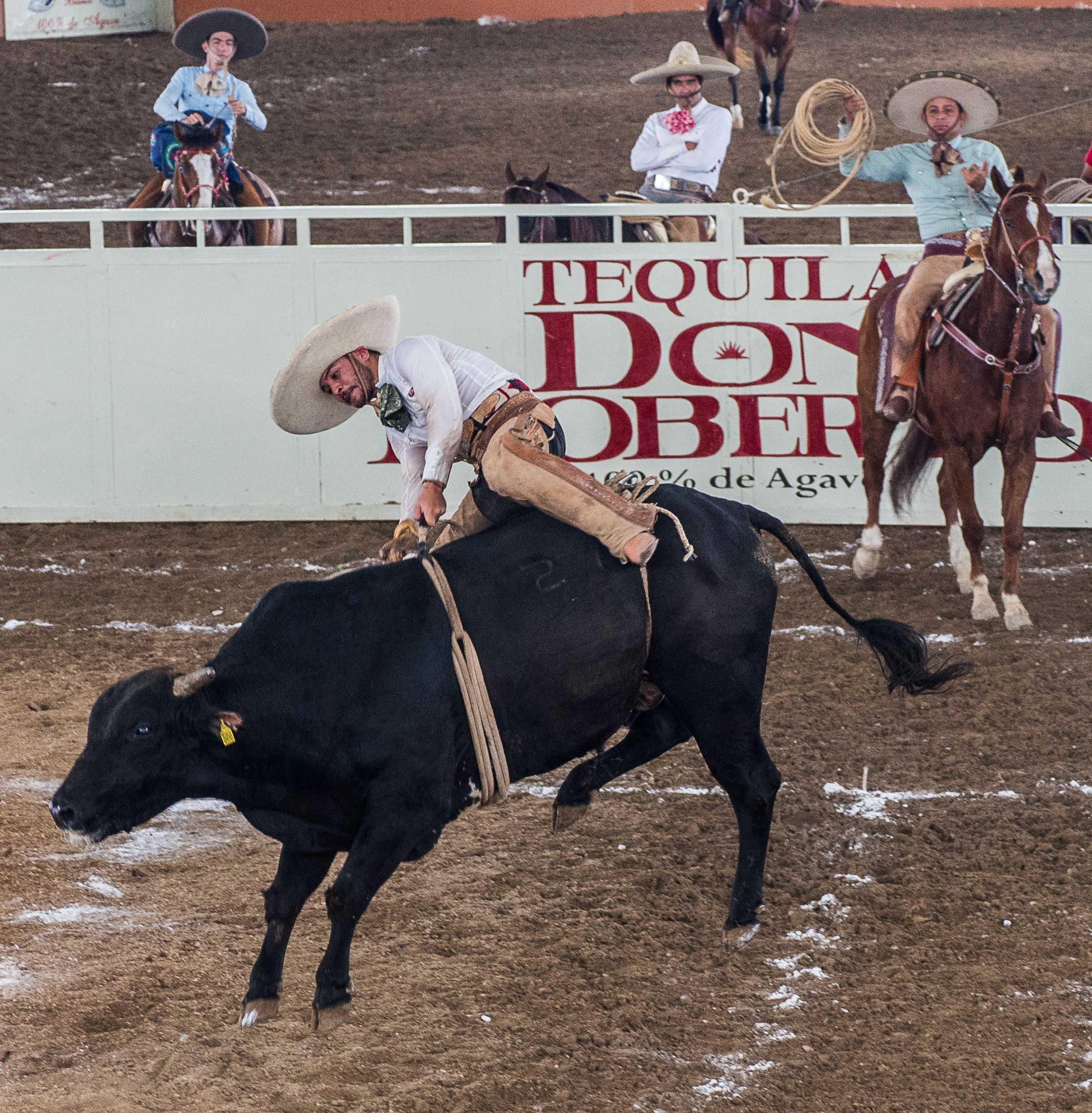
Charro esegue il Jineteo de toro

Questo evento consiste nel rodeo. L'obiettivo è che il cavaliere rimanga in sella a un toro finché quest'ultimo non smette di scalciare. Si possono usare una o due mani sulla corda legata attorno al toro e il charro può avere fino a tre assistenti all'interno dell'arena per sostenere la testa del toro, stringere e tenere la cintura del cavaliere. L'esibizione inizia quando i giudici danno l'ordine di contare il tempo per stringere e termina quando il toro smette di scalciare. Il cavaliere ha 3 minuti per smontare. Ogni minuto risparmiato conta come un punto e i punti vengono assegnati anche per la tecnica. Il charro non può sgroppare e deve smontare e atterrare in posizione verticale. Questo evento ha le sue radici in una forma precedente nota come Jaripeo.

### Terna en el ruedo

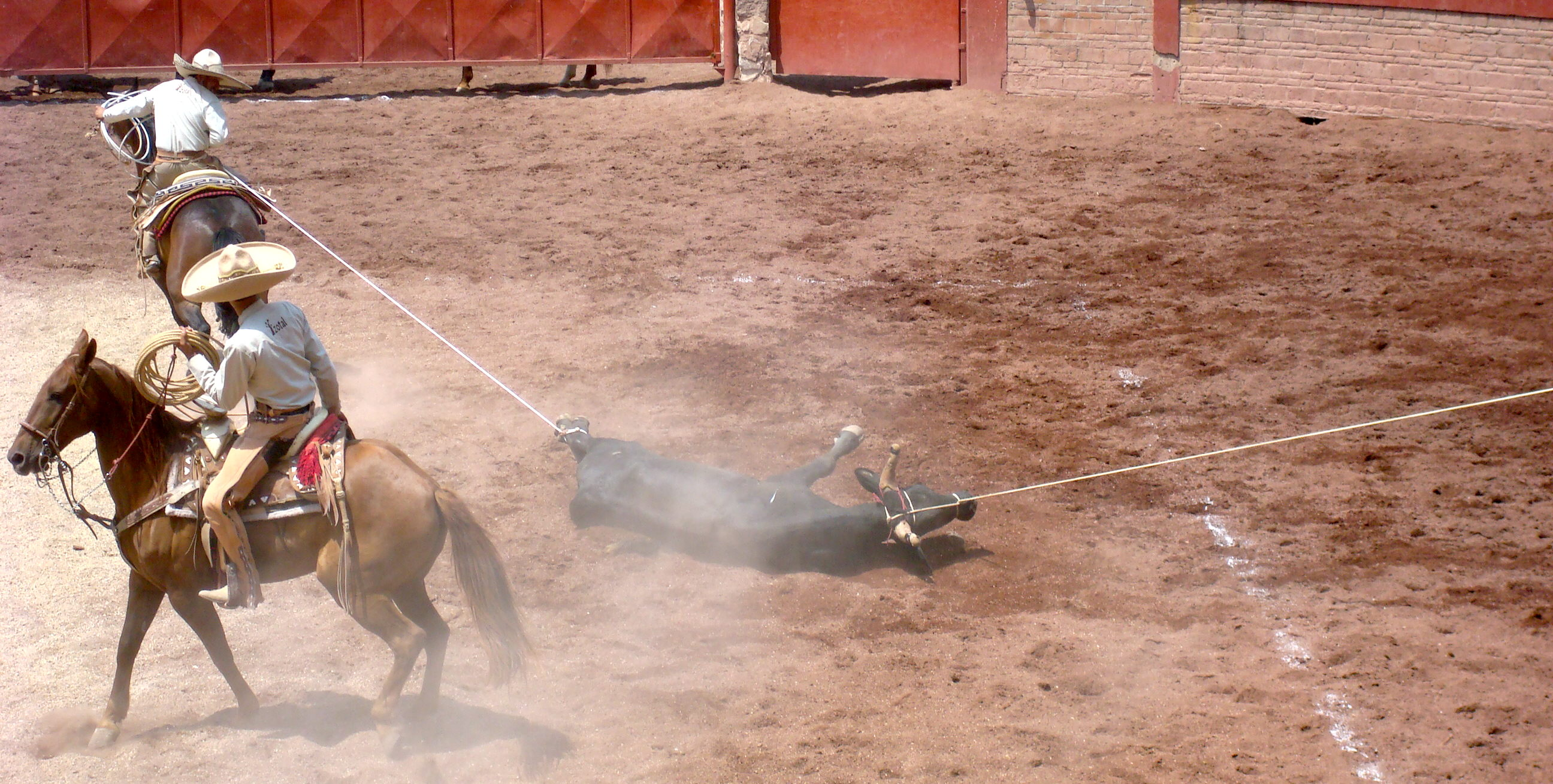
Charros esegue il Terna en el ruedo

Questo è un evento di team roping in cui tre charro tentano di legare un toro, uno per il collo, uno per le zampe posteriori e l'ultimo per i piedi, il tutto in un tempo massimo di 6 minuti. I punti vengono assegnati per i trucchi eseguiti con la corda e il tempo. I charro hanno due opportunità ciascuno: possono prendere al lazo la testa del toro o calpestarla. Essi si alterneranno nei turni, dopo che il primo charro ci prova, ci proverà il secondo e poi il terzo, e così via fino a quando le loro opportunità o i loro minuti non saranno esauriti. Il charro che lega il collo del toro deve dimostrare il pieno controllo della corda eseguendo alcuni trucchi chiamati "floreando". Mentre una corda è avvolta attorno al collo del toro, gli altri membri della squadra devono mettere una trappola per legare le zampe posteriori e infine far cadere il toro.

### Jineteo de yegua

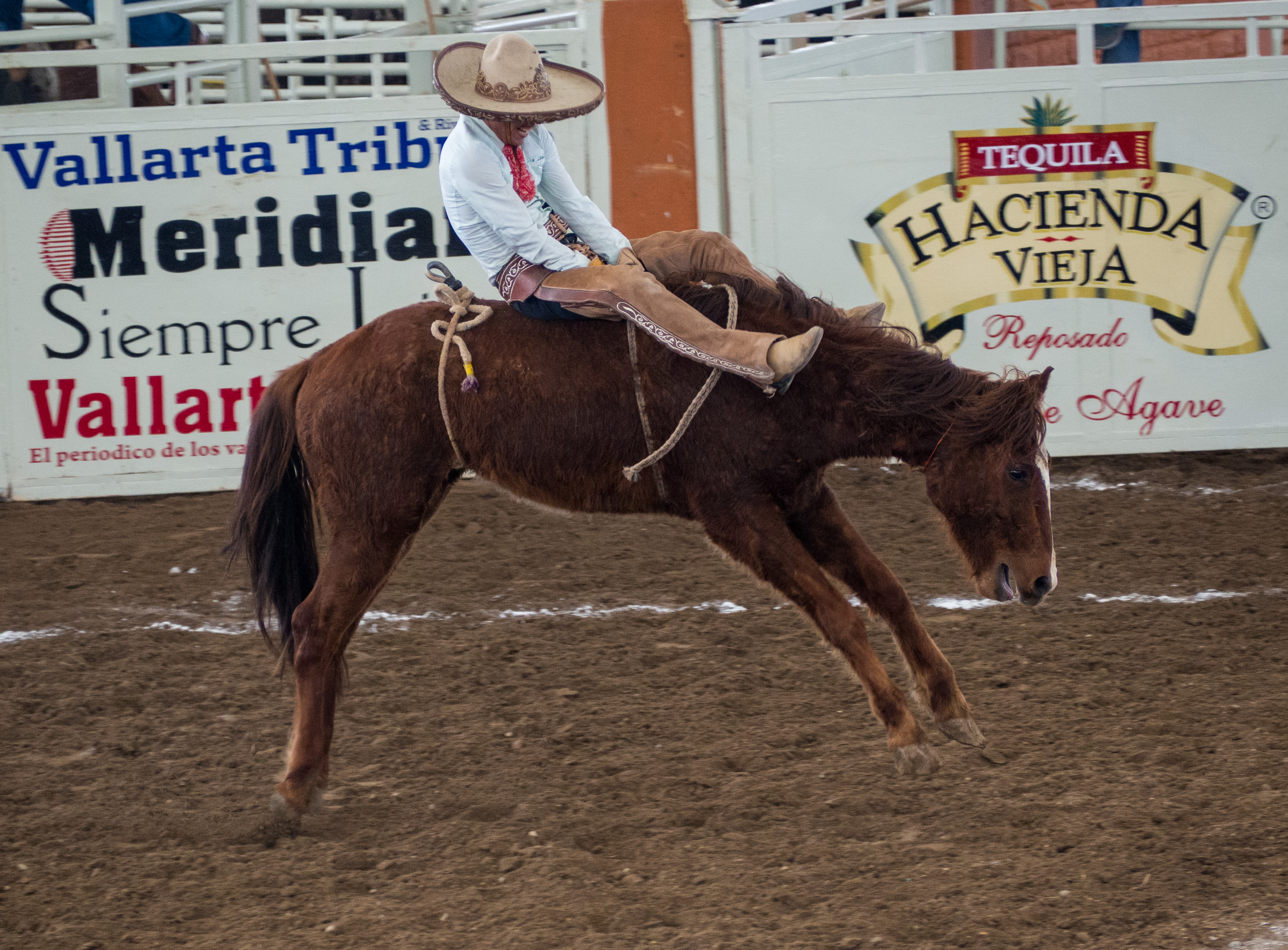
Charro esegue il Jineteo de Yegua

Questo evento è simile al Bareback bronc riding. Yegua significa cavalla. Un cavallo non addestrato, spesso una cavalla, viene cavalcato con una corda da toro. Si usano due mani e le gambe sono tenute orizzontalmente a terra. Similmente all'evento di bull riding, i cavalieri cercano di rimanere sul cavallo finché non smette di scalciare. La cavalla verrà rinchiusa con l'aiuto di una squadra di assistenti che si vestono anche come charros. Fino a tre assistenti all'interno sostengono la testa della cavalla, stringono e tengono il cavaliere per la cinghia, in modo che possa montare sul cavallo ed essere sistemato. Darà l'indicazione di aprire la gabbia dove l'animale è tenuto. Il compito inizia nel momento in cui i giudici danno l'ordine di contare il tempo per stringere e termina quando il charro smonta per qualsiasi motivo.

### Manganas a pie o "a caballo"

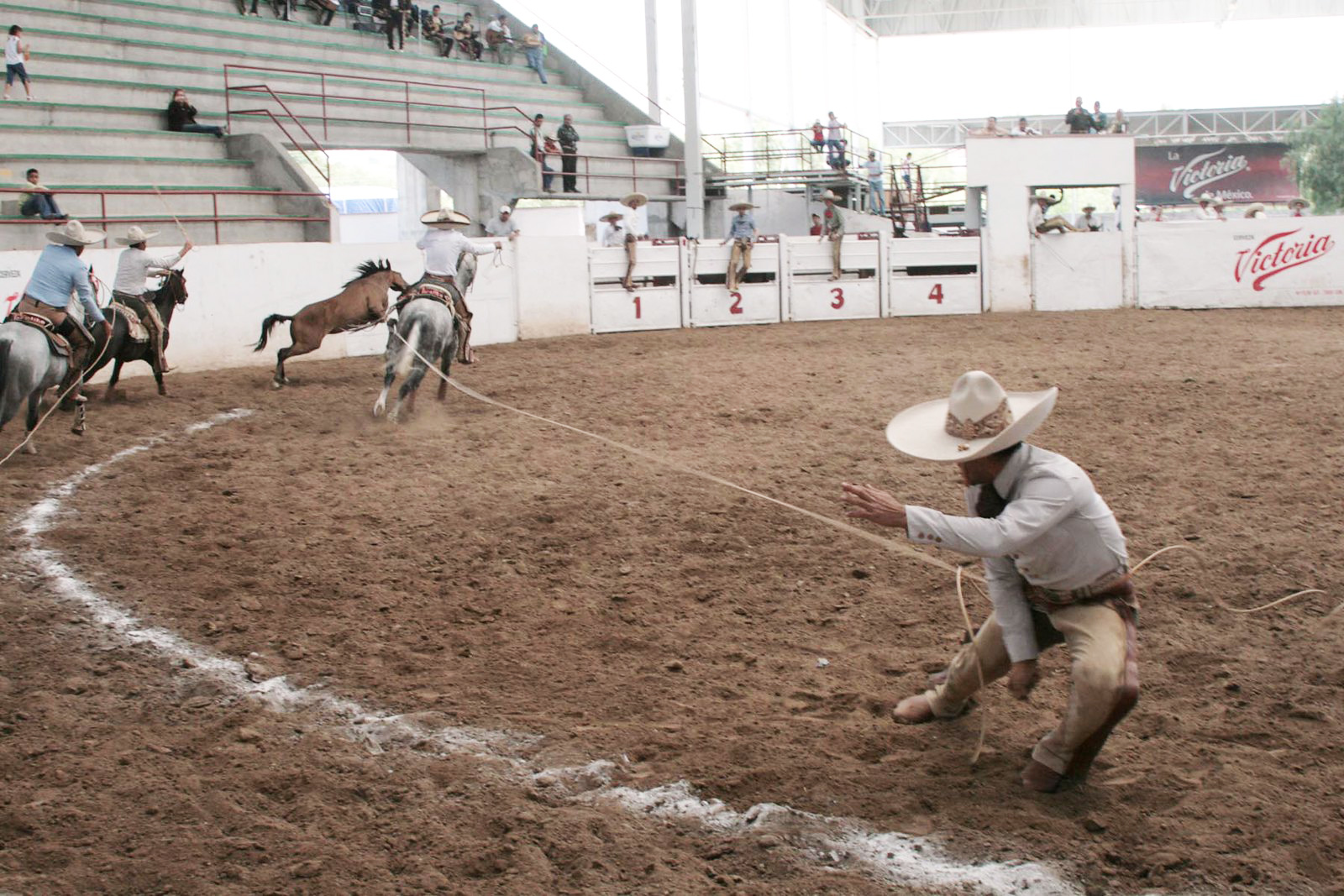
Charro esegue la Mangana a Pie

Manganas a pie consiste in un charro a piedi (pie) a cui vengono date tre opportunità e otto minuti per legare un cavallo con il suo lazo per le zampe anteriori e farlo cadere e rotolare una volta. Il charro manganeador può essere posizionato ovunque nell'arena a una distanza minima di quattro metri dalla recinzione perimetrale. Dopo aver agitato la sua corda (eseguendo dei trucchi), il charro lancia il suo lazo verso il bersaglio che è il cavallo solitario che si pavoneggia accanto ad altri 3 cavalli montati da altri charro, cercando di non catturare nessuno di essi. Manganas a Caballo è un concetto simile ma a cavallo.
I punti vengono assegnati per il tempo e i trucchi con la corda, purché il cavallo sia legato secondo le regole nazionali. I punti per tutti e tre i tentativi sono cumulativi. Il tempo per eseguire i manganas sia a piedi che a cavallo sarà di 8 minuti. Il timer si fermerà al primo cambio di cavalla, così come per incidente o perché la cavalla salta o esce dal ring.

### Paso de la muerte

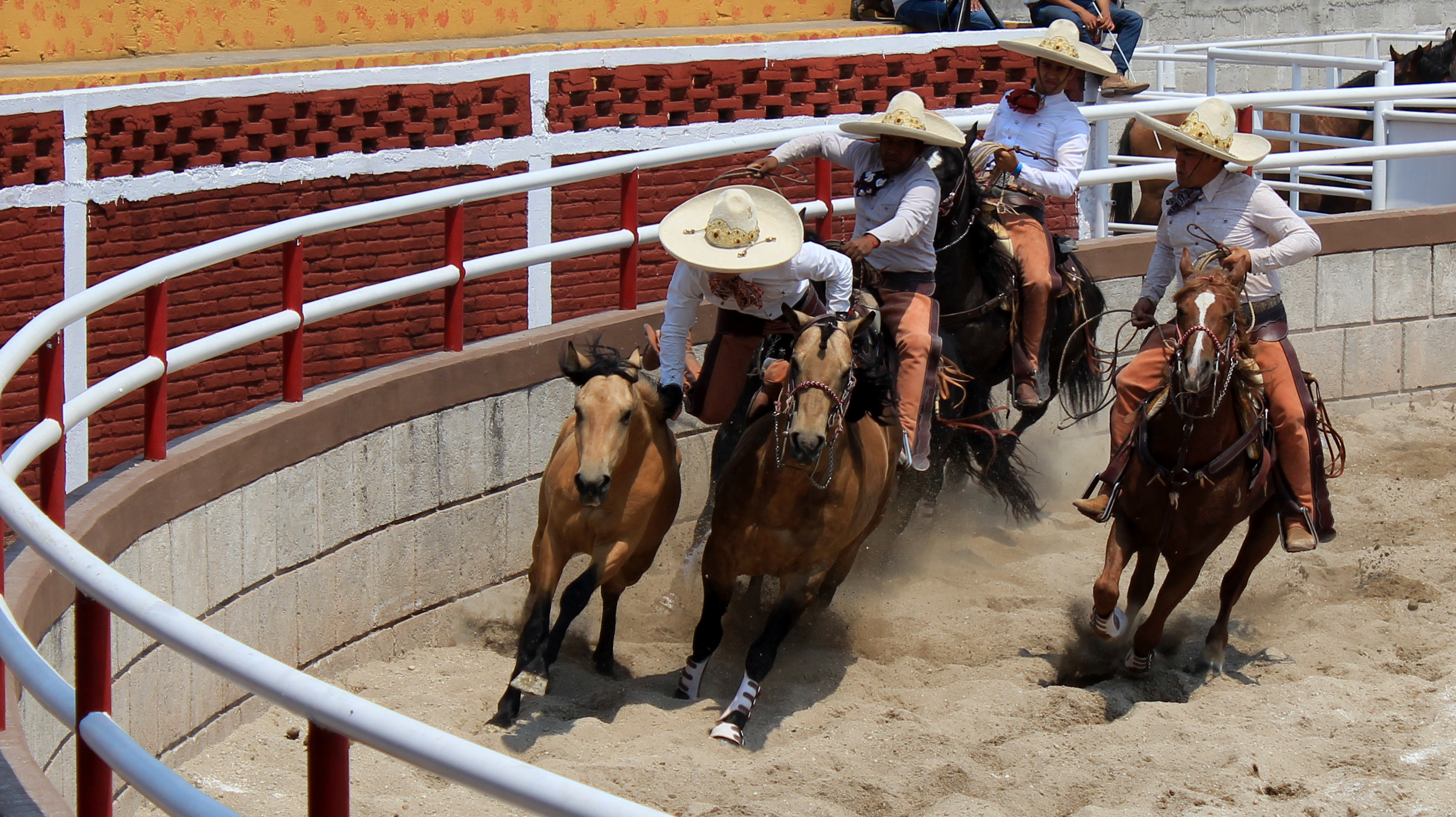
Charros esegue un Paso de la Muerte

Questo evento chiamato Il passo della morte in spagnolo consiste in un charro che cavalca con le redini e tenta di saltare dal suo cavallo sul dorso nudo di un cavallo sciolto e non domato senza redini e di cavalcarlo finché non smette di correre. L'evento prende il nome dall'alto rischio dell'esecuzione, poiché questo movimento può essere fatale per la persona che lo esegue, infatti può cadere sotto l'animale ed essere calpestato dagli altri tre cavalieri. A volte viene fatto al contrario per questioni di spettacolarità.

## Prestazione
Nella cerimonia di apertura, le organizzazioni e i partecipanti sfilano nell'arena (il lienzo) a cavallo, solitamente accompagnati da una banda mariachi o da una banda che suona la Marcha Zacatecas e rende omaggio alla bandiera messicana. Ciò simboleggia la lunga tradizione dei charros come braccio ausiliario dell'esercito messicano. La giacca corta dei charros ricorda quella indossata dai membri dell'esercito di Pancho Villa.
La charreada stessa consiste in nove eventi di punteggio organizzati in un ordine particolare (nove per gli uomini e uno per le donne). Due o più squadre, chiamate asociaciones (associazioni), competono tra loro. Le squadre possono competere per diventare campioni statali, regionali e nazionali. I concorrenti vengono giudicati sia in base allo stile che all'esecuzione.
La riproduzione di una charreada solitamente segue il seguente ordine:
1. Cala de Caballo - Gara maschile
2. Piales en Lienzo - Gara maschile
3. Colas en el Lienzo, o Coleadero - Gara maschile
4. Escaramuza - Gara femminile
5. Jineto de Toro - Gara maschile
6. Terna en el Ruedo - Gara maschile
7. Jineteo de Yegua - Gara maschile
8. Manganas a Pie - Gara maschile
9. Manganas a Caballo - Gara maschile
10. El Paso de la Muerte - Gara maschile

## Campionato nazionale di Charro e Congresso
Il Campionato e Congresso Nazionale Charro (Congreso y Campeonato Nacional Charro in spagnolo) è un evento di 17 giorni in cui squadre di charro ed escaramuza provenienti da tutto il Messico e dagli Stati Uniti si sfidano a livello nazionale, organizzato dalla Federazione Messicana di Charreria.
Nel 2021, oltre 150 squadre hanno gareggiato nella città ospitante di Aguascalientes. Il Team Rancho El Quevedeño dello Stato di Nayarit è stato il campione nazionale del 2021 con un punteggio finale di 330 punti, il Team Rancho Las Cuatas, sempre di Nayarit, è arrivato secondo con 312 punti e il Team Charros de La Laguna "A" dello stato di Durango si è classificato al terzo posto con 303 punti. Il Team Soles del Desierto dello stato di Chihuahua è stato incoronato regine nazionale dell'escaramuza con 309,33 punti, il Team Sanmarqueña di Aguascalientes è arrivato secondo con 306,66 punti e al terzo posto si è classificato l'EMT Rancho El Herradero di Jalisco con 290,66 punti. José Andrés Aceves Aceves di Nayarit, è stato nominato Re dei Charros Completos del 2021. La cerimonia di premiazione formale è stata presieduta dal governatore costituzionale dello Stato di Aguascalientes Martín Orozco Sandoval di fronte a una pletora di San Marcos Arena, dove il governatore si è anche congratulato con le 144 squadre, 112 escaramuzas e 16 charros completos che hanno partecipato da tutti i 32 stati del Messico e da altri paesi.
I premi per i campionati di charreria possono includere cose come selle, rimorchi per cavalli, trofei o talvolta denaro. Sebbene la maggior parte dei charros lo faccia senza un incentivo economico (infatti finiscono per pagare per charrear, come accade in altri sport amatoriali), ci sono persone che si dedicano completamente alla charreria e vivono di essa. Lo stipendio di un charro professionista è variabile. Un charro può guadagnare fino a 20 o 25 mila pesos messicani al mese.

## Squadre e associazioni
I charros sono raggruppati in associazioni registrate nella Federación Mexicana de Charrería (Federazione messicana di Charrería fondata il 16 dicembre 1933). Tali associazioni sono squadre o squadre in cui i charros sono organizzati per allenamenti e competizioni, e in alcune occasioni per raccogliere fondi per la costruzione o l'acquisto di strutture. Le Escaramuzas (gruppi di donne charro) sono organizzate in modo simile dove sono composte da otto membri ufficiali e ogni partecipante deve appartenere alla Federazione messicana di Charrería e rispettare le norme stabilite dall'istituzione. Per competere in una charreada, tutte le associazioni devono essere autorizzate dalla federazione e i concorrenti devono essere certificati come charros. Nel 2020 sono state registrate oltre 100 associazioni charro negli Stati Uniti.

## Inno
Domenica 14 ottobre 2012, nel quadro dell'inaugurazione del LXIII Congresso Nazionale del Charro a Zacatecas, il governatore dello Stato, Miguel Alonso Reyes e il presidente della Federazione messicana della Charrería, Jaime Castruita Padilla, hanno firmato un accordo la quale prevede che la Federazione messicana di Charrería ha adottato i testi e la musica della "Marcha Zacatecas" come inno nazionale del Charro, una canzone composta da Genaro Codina nel 1892.